# Albero dei cammini minimi
L'albero dei cammini minimi di uno specifico vertice {\displaystyle v} di un grafo pesato {\displaystyle G}, è un sottografo e un albero i cui vertici sono tutti quelli raggiungibili da {\displaystyle v} in {\displaystyle G} e gli archi sono ridotti in modo che l'unico cammino presente tra {\displaystyle v} e un qualsiasi altro nodo del grafo sia il cammino minimo.
Se il grafo {\displaystyle G} è connesso l'albero dei cammini minimi è un sottografo ricoprente. L'albero dei cammini minimi ha spesso i nodi etichettati (labelled) con il costo complessivo del cammino minimo per giungere a tale nodo partendo dal nodo radice {\displaystyle v}.
L'albero dei cammini minimi è spesso generato dagli algoritmi di ricerca dei cammini minimi come supporto anche nel caso in cui sia richiesto un solo cammino minimo tra due nodi specifici.